# Syndicat national des chercheurs scientifiques
 (avril 2021).
Le Syndicat national de la recherche scientifique (SNCS) est un syndicat français affilié à la FSU. Il est ouvert aux chercheurs et aux travailleurs scientifiques qui peuvent leur être assimilés (ingénieurs de recherche et ingénieurs d’études), statutaires, contractuels et précaires des EPST (établissements publics à caractère scientifique et technologique), ainsi qu’à ceux des organismes parapublics et aux organismes privés de recherche à but non lucratif.

Le SNCS a pour but la défense des intérêts économiques et professionnels, collectifs et individuels, matériels, moraux et civiques de ses membres, le développement de la recherche scientifique et de l’Université en tant que services publics.

## Historique
Le SNCS est créé à la suite de la décision, votée par 316 voix pour, 47 contre et 17 abstentions au congrès du SNESR (Syndicat national de l'enseignement supérieur et de la recherche) les 17 et 18 mars 1956, de scinder le SNESR en deux syndicats distincts, le SNESup d'une part et le SNCS d'autre part.

Affilié jusqu'en 1993 à la FEN, le SNCS est depuis 1997 membre de la FSU. Il syndique près de 2 000 travailleurs des EPST (CNRS, INRIA, INSERM, IRD…)

## Liste des secrétaires généraux[1]
- Boris Gralak (micro) aux Journées d'été des Écologistes 2024Norbert Grelet (1956)
- Raymond Dedonder (1957)

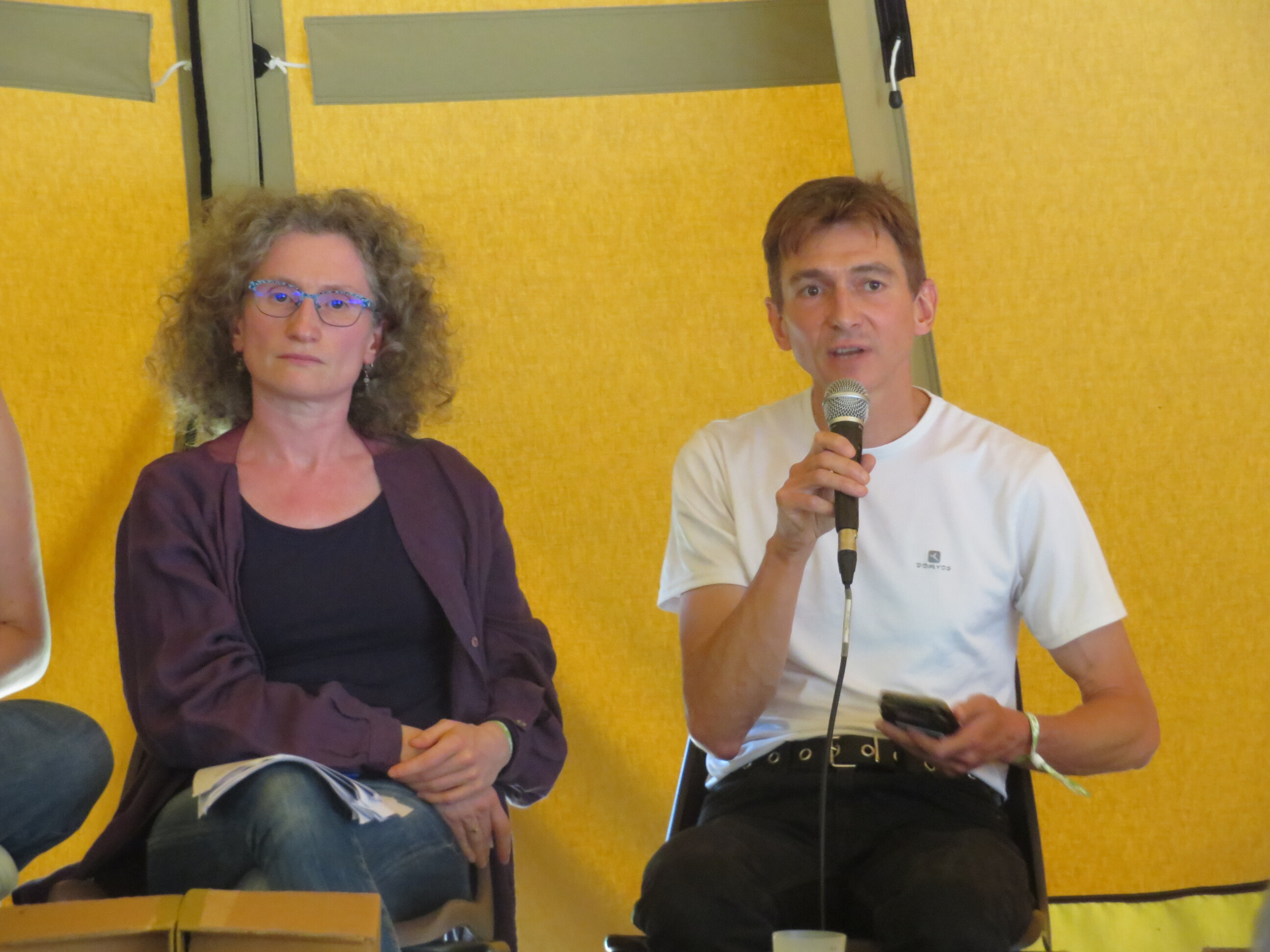
Boris Gralak (micro) aux Journées d'été des Écologistes 2024

- Philippe Meyer et Roger Coulomb (1958)
- René Bernas (1959)
- Adam Kepes (1960)
- Dominique Lahalle (1961-1967)
- Jean-Pierre Chevillot (1967-1968)
- Francis Bailly (1968-1970)
- Georges Benguigui (1970)
- Gérard Vergnaud (1971-1972)
- Janine Rogalski (1973-1976)
- Michel Gruselle (1976-1983)
- Marc Ollivier (1983-1985)
- Paul Janiaud (1985-1987)
- Robert Descimon (1988-1989)
- Rose Katz (1990-1991)
- Jacques Fossey (1992-1993)
- Laurent Dianoux (1994-1995)
- Pierre Gougat (1994-1995)
- Jean-Paul Terrenoire (1996-1997)
- Jacques Fossey (1997-2007)
- Jean-Luc Mazet (2007-2009)
- Patrick Monfort (2009-2020)
- Boris Gralak (2020-)